# Britta-Heide Garben
Britta-Heide Garben (* 2. April 1971 in Stadthagen) ist eine deutsche Agrarökonomin und Politikerin der Partei Bündnis 90/Die Grünen. Von 2018 bis 2019 war sie zusammen mit Susan Sziborra-Seidlitz Vorsitzende des Landesverbandes ihrer Partei in Sachsen-Anhalt.

## Leben und Wirken
Garben studierte Wirtschaftswissenschaften und baute dann zusammen mit ihrem Partner einen landwirtschaftlichen Familienbetrieb auf. Sie absolvierte ein Studium in Bernburg und erwarb den Master in Agrarmanagement. Seit 2013 arbeitet sie im Bereich Erneuerbare Energien als Energiewirtin. 2013 trat sie in die Partei Bündnis 90/Die Grünen ein. 
Garben forderte 2019, den Klimaschutz als neues Staatsziel in die Landesverfassung Sachsen-Anhalts aufzunehmen und unterstützte damit eine Forderung der Landtagsfraktion ihrer Partei.
Im Juli 2019 sorgte Garben mit einer Plagiatsaffäre für Aufsehen. Sie hatte mehrere Blogbeiträge verfasst, in denen sie Textstellen übernommen hatte, ohne die Urheber kenntlich zu machen. In der Folge kündigte sie ihren Rücktritt als Landesvorsitzende an.
Garben lebt in Siegersleben in der Magdeburger Börde.